# Paris et ITZY
《Paris et ITZY》는 Mnet에서 방송되었던 텔레비전 프로그램이다.

## 방송 개요
데뷔 후 첫 휴가를 떠나게 된 있지! '파리 그리고 있지'를 뜻하는 'Paris et ITZY'에서 ITZY의 특별하고 설레는 파리 낭만여행이 시작된다.

## 방송 시간
| 방송 채널 | 방송 기간                        | 방송 시간            | 비고 |
| --------- | -------------------------------- | -------------------- | ---- |
| Mnet      | 2020년 1월 21일 ~2020년 2월 18일 | 화요일 오후 8시 00분 |      |

## 출연자
- ITZY - 예지, 리아, 류진, 채령, 유나

## 방영 목록

### 2020년
| 회차 | 방송일   | 에피소드 |
| ---- | -------- | --- |
| 1회  | 1월 21일 | 있지가 꿈꾸는 여행 낭만과 감성의 파리 유럽여행의 로망, 유스호스텔 여행의 맛, 파리의 맛 파리의 낭만 크루즈                            |
| 2회  | 1월 28일 | 400년 된 파리의 맛 흥자매의 드라이브 예술가의 아지트, 몽마르트 아름다운 초상화(?) 예술의 다리 위 즉흥무대 Oui! Chef! 마카롱 정복! #1 |
| 3회  | 2월 4일  | Oui! Chef! 마카롱 정복! #2 도란도란한 파리의 밤 굿바이 파리, 노르망디를 향해 동화속 ITZY 하우스 노르망디의 예쁜 마을, 도빌           |
| 4회  | 2월 11일 | 노르망디의 항구도시 몽플뢰르 발 길 닿는대로 ITZY가 요리하면 생기는 일 도빌에서의 저녁 만찬 소확행 아침                               |
| 5회  | 2월 18일 | 아름다운 비행 눈과 입이 즐거운 도빌 마켓 마지막 저녁 우리들의 행복한 시간 굿바이 파리에 있지                                         |